# Львов, Анатолий Львович (хоккеист)
Анатолий Львович Львов (род. 5 февраля 1964, Красноярск) — советский и российский хоккеист, нападающий.

## Биография
Воспитанник «Сокола» Красноярск, дебютировал за команду в сезоне 1981/82 второй лиги, проведя 4 матча. После следующего сезона в рамках прохождения армейской службы стал выступать за СКА МВО Калинин, с которым в 1985 году вышел в первую лигу. По ходу сезона 1985/86 перешёл в «Торпедо» Ярославль, в составе которого по итогам следующего сезона вышел в высшую лигу. Сезон 1990/91 провёл в команде первой лиги «Лада» Тольятти. Затем играл в высших дивизионах за команды «Итиль» Казань (1991/92), «Торпедо» Ярославль (1992/93, 1994/95, 1995/96), «Аллеге» (Италия, 1993/94), «Молот» Пермь (1994/95 — 1995/96), «Альба Волан» Секешфехервар (Венгрия, 1996/97 — 1999/2000).
Вернувшись в Россию, выступал за клубы низших лиг «Энергия» Кемерово (2000/01), «Металлург» Серов (2001/02 — 2002/03), «МГУ-Пингвины» (2002/03), «Десна» Брянск (2002/03 — 2003/04), «Саров» (2003/04).
Серебряный призёр хоккейного турнира зимней Универсиады 1991 года.
Тренер команды ХК «Дмитров» 2006 г. р. (2020/21).